# Jerzy Grundman
Jerzy Grundman ps. Jur, Jurras (ur. 12 września 1923 w Warszawie, zm. 12 grudnia 1984) – podharcmistrz, podporucznik Armii Krajowej, dowódca 2. drużyny I plutonu Sad 2. kompanii Rudy batalionu „Zośka”, powstaniec warszawski, doktor nauk medycznych.

## Życiorys
Syn Henryka i Marceli z Antoszewskich. Uczeń Prywatnego Męskiego Gimnazjum i Liceum im. Edwarda Rontalera w Warszawie. Harcerz 21. WDH im. gen. Ignacego Prądzyńskiego. Podczas niemieckiej okupacji należał do tajnej organizacji PET. Po wcieleniu PET-u do Szarych Szeregów należał do Hufca Południe SAD-400 Grup Szturmowych, którym dowodził Andrzej Romocki. Ukończył II turnus Szkoły Podchorążych Rezerwy Piechoty Agricola.
Uczestnik wielu akcji:
- akcja Gołąb (zakładał minę pułapkę; wysadzenie pociągu wiozącego niemieckich żołnierzy z frontu wschodniego)
- akcja Sieczychy (grupa Ubezpieczenie)
- Akcja Wilanów (grupa Streifa; akcja likwidująca żandarmerię niemiecką oraz policję granatową; za udział w tej akcji otrzymał pochwałę)
- akcja Zrzuty
- akcja Lornetki (akcja zdobycia dwudziestu pięciu lornetek wojskowych)
- akcja Tryńcza (z-ca dowódcy akcji; wysadzenie mostu)

Podczas powstania warszawskiego brał udział w walkach na Woli, Starym Mieście i Czerniakowie. Pod koniec powstania dostał się do niemieckiej niewoli. Przebywał w Stalagu XB w Sandbostel. Stamtąd wyjechał do Meppen. Podczas powrotu do kraju uległ groźnemu wypadkowi i został przewieziony do na leczenie do Wielkiej Brytanii. Rok później ożenił się z koleżanką z batalionu, sanitariuszką Martą Klauze ps. Marta. 

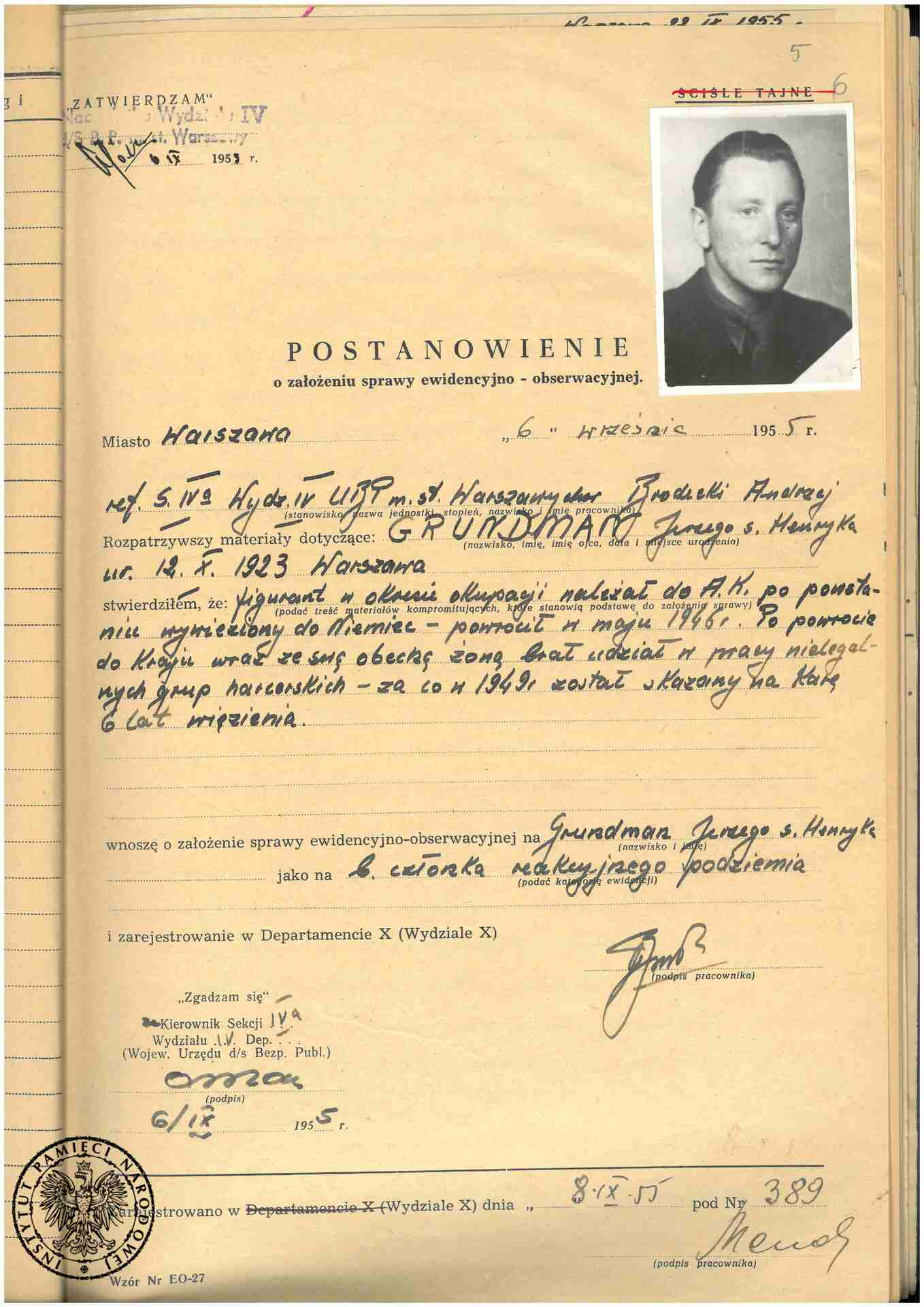
Postanowienie o wszczęciu rozpracowania Jerzego Grundmana

W styczniu 1949 r. aresztowany przez UB. Wyrokiem Wojskowego Sądu Rejonowego w 1949 r. został skazany na sześć lat pozbawienia wolności i osadzony w więzieniu mokotowskim. Po odzyskaniu wolności w 1952 r. i ukończeniu studiów na wydziale lekarskim, podjął pracę w Instytucie Gruźlicy w Warszawie. W latach 1955–1956 był rozpracowywany przez Komitet do spraw Bezpieczeństwa Publicznego. W 1958 r. został uniewinniony od zarzuconych mu czynów.

## Odznaczenia
- Krzyż Srebrny Orderu Virtuti Militari nr 12892[2]

- Krzyż Walecznych – dwukrotnie